# تشارلز كاتس
تشارلز كاتس (بالإنجليزية: Charles Katz) هو مهندس وعالم حاسوب أمريكي، ولد في 1927 في فيلادلفيا في الولايات المتحدة.